# Kateryna Tarasenko
Kateryna Tarasenko (Dnipro, 6 augustus 1987) is een voormalig Oekraïens roeister. Tarasenko nam tweemaal deel aan de Olympische Zomerspelen en won in Londen olympisch goud in de dubbel-vier. Twee jaar eerder in het Nieuw-Zeeland gelegen Cambridge de zilveren medaille in de dubbel-vier.

## Resultaten
- Wereldkampioenschappen roeien 2007 in München herkansingen in de dubbel-twee
- Olympische Zomerspelen 2008 in Peking 7e in de dubbel-twee
- Wereldkampioenschappen roeien 2009 in Poznań 16e in de skiff
- Wereldkampioenschappen roeien 2010 in Cambridge  in de dubbel-vier
- Wereldkampioenschappen roeien 2011 in Bled 6e in de dubbel-vier
- Olympische Zomerspelen 2012 in Londen  in de dubbel-vier

1988: Kerstin Förster & Kristina Mundt & Beate Schramm & Jana Sorgers ·
1992: Sybille Schmidt  &  Birgit Peter  & Kerstin Müller & Kristina Mundt·
1996: Katrin Rutschow & Jana Sorgers & Kerstin Köppen & Kathrin Boron·
2000: Manja Kowalski & Meike Evers & Manuela Lutze  & Kerstin Kowalski ·
2004: Kathrin Boron & Meike Evers & Manuela Lutze & Kerstin Kowalski ·
2008: Tang Bin & Xi Aihua & Jin Ziwei & Zhang Yangyang ·
2012: Kateryna Tarasenko & Natalija Dovhodko & Anastasija Kozjenkova & Jana Dementjeva·
2016: Annekatrin Thiele, Carina Bär, Julia Lier, Lisa Schmidla ·
2020: Chen Yunxia & Zhang Ling & Lü Yang & Cui Xiaotong ·
2024: Lauren Henry & Hannah Scott & Lola Anderson & Georgina Brayshaw